# Anthelephila bidentatus
Anthelephila bidentatus es una especie de coleóptero de la familia Anthicidae.

## Distribución geográfica
Habita en la India.